# Монин, Александр Владимирович
Алекса́ндр Влади́мирович Мо́нин (19 декабря 1954, Будапешт — 27 августа 2010, Москва) — советский и российский певец, автор песен. Наиболее известен как один из основателей и вокалист тамбовской группы «Круиз».

## Биография
Родился Александр 19 декабря 1954 года вблизи Будапешта, в городе Веспреме, где в составе контингента Советской армии служил его отец Монин Владимир Дмитриевич, военный лётчик, награждённый в 1956 году орденом Красной Звезды. Когда Хрущев начал сокращать войска, Владимира Дмитриевича перевели в РСФСР и семья жила в Ростове-на-Дону, потом в Кургане, после чего переехала в Омск. Мама Любовь Федоровна — педагог. И мама, и папа — очень музыкальные люди, владеющие инструментами, в доме всегда звучала музыка, родные часто пели, так что Александр с детства приобщался к музыке и песне. Есть у Александра младшая сестра, Светлана.
В детстве Монин мечтал стать лётчиком, потом увлёкся естественными науками и примерно тогда же — музыкой. Он вспоминал:
«В классе седьмом мы уже собрали команду. Были какие-то домашние концерты, репетиции. А с восьмого начали играть на танцах, на школьных вечерах. Семья у меня музыкальная — вы можете не сомневаться. Иначе я вряд ли стал бы музыкантом. У меня отец играет на нескольких инструментах, мама и сестра прекрасно поют. Родня достаточно музыкальная. Опять же музыка познаётся постепенно. Я слушал самые разные мелодии. Мне повезло в плане познания музыки из модных музыкальных в то время тенденций, потому что у меня папа военный лётчик и я практически до 8 лет жил в Венгрии, а там с музыкой было всегда получше, чем в Союзе. В восьмилетнем возрасте, в 1961 г.  я услышал впервые Чака Берри, Элвиса Пресли и других рок исполнителей — настоящий рок-н-ролл. Я тогда ещё толком и не понимал, что это такое, но „впирало“ по-настоящему, по-взрослому, потому что тот драйв, который есть в рок-н-ролле, надо ещё поискать».
В школе, на волне битломании, со своими друзьями организовал группу, где играл на барабанах и пел. Увлечение музыкой в 1976 г. привело его на профессиональную сцену. В Омске после школы Александр поступил в медицинский институт на педиатрический факультет. В институте А.Монин собрал команду «Солярис», в которой пел и «стучал» на барабанах, но в 1976 году лучшего друга А. Монина и басиста группы Николая Андина, выгнали из института, и Александр бросил институт.
В начале 1976 года гитарист другой омской группы Владимир Ополовников предложил Александру поехать на заработки в Сургут, и 13 февраля 1976 года Александр устроился на работу музыкальным руководителем в «Сургутнефтегаз». Проработал там год, был зачислен в штат, но так как не было ставки музыкального руководителя, Александр был оформлен как бригадир стропальщиков, что было самой высокооплачиваемой в Сибири рабочей специальностью. Когда к 23 февраля нужно было устроить праздничный концерт, Монин за 10 дней собрал группу, которую назвал «СНГ». Группа исполняла общесоюзные хиты тех лет — песни из репертуара «Веселых ребят» и «Самоцветов», играла на танцах в ДК «Геолог». Там была танцевальная веранда, которая вмещала до тысячи человек, но обычно набиралось две тысячи. Музыканты неплохо зарабатывали, забирая 70 процентов от выручки. Когда администрация ДК «Геолог» решила, что распределение прибыли должно стать 60 на 40, музыканты ушли оттуда.
Осенью 1976 года в Сургут из Молдавии приехала группа «Кордиал». Александр Монин рассказывал: «Мы сразу прослышали, что приехала какая-то круто запакованная команда. Мы и сами были хорошо запакованы, у нас были барабаны „Амати“, гитары „Музимы“ и три комплекта „Регента-60“. У некоторых столичных команд, приезжавших в Сургут на гастроли, был только один комплект „Регента-60“, и даже они очень бледно смотрелись на нашем фоне. А тут у людей — барабаны „Tаmа“, тарелки — „Paiste“, двухмануальная „Вермона“, большой „Лесли Хаммонд“ (играть на нём — удовольствие, зато таскать — мученье), а у гитариста — белый, по тем временам совершенно нереальный американский „Телекастер“! Этого было достаточно, чтобы умереть от зависти. Короче говоря, они нас убрали. И когда меня пригласили в эту команду (руководитель „Кордиала“ Марат Кавалерчик на слова Н. Заболоцкого написал рок-оперу „Зодчие“ и искал под неё ещё одного вокалиста), я долго не упирался. „Кордиал“ — это гитарист Валера Гаина, барабанщик Сева Королюк, басист Саня Кирницкий и три девчонки-вокалистки — Неля Мисаутова, Вера „Веранда“ Власова и Маша Томас. Они жили в общаге, в двух комнатах, с женами и детьми. У них была рында. И в шесть часов утра Марат бил в эту рынду и будил всех. После завтрака и до обеда у «Кордиала» было чтение нот и игра с листа. Пели „фирму“, свои вещи, но основная работа — „Зодчие“. Я пришёл к ним в феврале 1977 года, а в апреле в Сургут на гастроли приехали „Новые электроны“, работавшие от Амурской филармонии, и их руководитель — Герман Александрович Леви - предложил нам влиться в их состав. Его команда, видимо, взбунтовалась, так он решил всех бунтарей уволить и набрать новый состав. Музыканты в вокально-инструментальные ансамбли набирались как в рекруты. Как правило, годок отработав, они начинали «врубаться», где администратор тырит бабки, и „наезжали“ на него. В итоге „руководитель“ всех выгоняет и рекрутирует новый состав — и опять поехали… Но так было везде. „Новые электроны“ — это такой сборный оркестрик с Дальнего Востока, был у них какой-то смешной аппарат, а у нас-то — солидная команда! Они приехали к нам в ДК на танцы и как увидели, на чём мы играем, так в обморок попадали! Мы тоже пришли посмотреть их концерт: понравилось даже, в восторге мы не были, но музыканты они были нормальные — в то время не было плохих музыкантов, а была плохая программа. Ну, и как обычно в те времена — миднайт-сейшн, на котором, видимо, Марат и „перетер“ с тем руководителем. И они нашли какие-то точки пересечения».
Вокалист групп «СНГ» (1977, Сургут), «Кордиал» (1977, (Сургут), «Новые электроны» (1977, Сургут). В 1977 Александр Монин познакомился с Валерием Гаиной, Александром Кирницким, Всеволодом Королюком и до 1978 г. работал с ними в группе «Магистраль».
В мае 1977 года музыканты и А. Монин приехали в Москву. В августе коллектив сдал программу и в сентябре уехал на работу в Амурскую филармонию. А в 1978 году А. Монин в составе ВИА "Магистраль" был приглашен в группу «Молодые Голоса», которой руководил Матвей Аничкин. В Благовещенске он отработал год, потом началась работа в Тамбове. Группа исполняла в основном песни советских композиторов и совсем немного — иностранных авторов. "Только играли по-настоящему! — рассказывал А.Монин. — С дудками, как у Chicago или Blood, Sweat & Tears, поскольку наши духовики тащились на этом и, естественно, вносили свою струю. У нас была даже своя джаз-роковая композиция, которая называлась «Время, вперед!». "Первый наш московский концерт состоялся в кинотеатре «Киргизия» в Новогиреево. Его только-только построили, там ещё краской пахло. А база у нас была на АЗЛК, который ещё достраивали. А в сентябре 1978 года мы поехали на фестиваль «Сочи-78», где, не дав никому взятки, заняли 3 место! Первое место получила «Лейся, песня», второе — какая-то «Фантазия» , а третье — мы. В качестве награды за ту победу мы и получили возможность записать пару песен на фирме «Мелодия» — «Дедушка играет на гитаре» и «В разгаре лета». Как раз вот эти две песни!."
В Тамбове «Молодые голоса» всех удивили, став очень авторитетной группой. После успеха в Сочи музыканты репетировали рок-оперу «Звездный скиталец», либретто которой написал Борис Доронин. Это была фантастическая история, рассказывающая о войне добра и зла, по сюжету музыканты путешествовали по разным планетам, встречали какие-то миры, с некоторыми из которых возникали конфликты, но в конце концов все заканчивалось благополучно. Александр Монин рассказывал: «Специально к „Звездному скитальцу“ были пошиты костюмы, сделаны декорации, на первый план был повешен занавес из тюля, который поднимался вверх, а потом опускался к барабанной установке. Получалось, будто облака. По тюлю скользили цветовые пятна прожекторов, дыма тогда ещё не было, и тюль заменял дым — было очень красиво. Когда мы ставили „Звездного скитальца“, я приехал в Волгоград к отцу, который командовал там летным училищем, рассказал ему о наших планах, он страшно затащился и надавал мне кучу десантных парашютов — эдакие оранжевые медузы, которые мы подвешивали определённым образом, и они, специально подсвеченные, летали у нас, как кометы! Я пел, стоя на подиуме, сделанном из ящиков, в которых мы возили аппаратуру. Меня дважды било током, когда я, держа в руках микрофон, хватался за металлический ящик, но это только придавало драйва». Так А. Монин отработал 1979 и 1980 годы. Но «Звездный скиталец» почему-то очень напрягал разнообразных секретарей обкомов и горкомов КПСС, которых раздражало то, что в либретто была какая-то Красная планета войны — Планета зла. За эту «планету», в конечном итоге, группу посадили на репетиционный период, но для музыкантов это было дело привычное. В этот самый период ими были написаны новые песни «Крутится волчок», «Виза для круиза»,«Кошмарный сон» и другие, которые стали основными в репертуаре группы «Круиз».
Александр Монин рассказывал: «Первое представление этих песен состоялось в Новороссийске на летней площадке. Она вмещала человек семьсот, и на наш первый концерт, начинавшийся в 19.00, пришло человек четыреста. Зато на концерт в 21.00 собралось три тысячи человек! Смели часть забора, у теток-билетерш разорвали куртки, так что титьки видны стали! Короче говоря, на этом концерте Аничкин окончательно сломался. Он увидел, что самая большая отвязка наступает именно на нашем выступлении. В итоге нас осталось только пять человек: я, Гаина, Кирницкий, Королюк и Сарычев, — а всем остальным ребятам сказали „до свидания“. И дальше начинается история „Круиза“, первое сольное выступление которого состоялось в Харькове в сентябре 1981 года…»
В 1981 году в Тамбове организована группа «Круиз». Работая в составе «Круиза», А. Монин записал хиты, сделавшие группу суперпопулярной. «Круиз» в отличие от серой, заштампованной советской эстрады, выплеснул на сцену яркое, крепко сколоченное, хорошо отлаженное представление, а не банальный концерт. В первый состав «Круиза» входили Александр Монин (вокал), Валерий Гаина (гитара), Александр Кирницкий (бас-гитара), Сергей Сарычев (клавиши), Всеволод Королюк (барабаны), Матвей Аничкин (худ.руководитель, клавишные). Уже в начале своей карьеры группа «Круиз» возила с собой несколько тонн светового оборудования, волшебное, магическое лазерное шоу и пиротехническое представление, воздушные акробатические номера на подвесной системе, десятиметровый воздушный шар и оригинальные сценические костюмы.
Группа подвергалась жестокому прессингу и полной информационной блокаде. Находясь на пике популярности, «Круиз» не имел ни одного телевизионного эфира; записав несколько альбомов, не смог выпустить ни одного диска, выходивших тогда на единственной фирме грамзаписи «Мелодия» только с разрешения властей. Поклонники могли слышать группу «Круиз» на немногих концертах, которые удавалось провести, или переписывая друг у друга их записи.
Песни «Не позволяй душе лениться» и «Крутится волчок» были признаны властями антисоциальными. Но, несмотря на это, в 1982 году группа «Круиз» приняла участие в съёмках фильма Свердловской киностудии «Путешествие будет приятным» с песней «Не позволяй душе лениться». Концертов становилось всё меньше. Их запрещали, отменяли, заставляли переделывать репертуар и опять запрещали.
В начале 1983 года Всеволод Королюк перешёл работать в группу «Круг», а на его место вернулся Николай Чунусов. Музыканты много репетировали и писали новые песни. О группе услышали за границей. Финское телевидение сняло фильм о «Круизе» и показало в Европе, этот концерт могли видеть в некоторых Прибалтийских республиках СССР.  Американская газета «Христьян Сайнс Монитор» опубликовала большую обзорную статью под названием «О чём „молчит“ Круиз».
С 1983-го по 1984-й год программу «Круиза» под названием «Путешествие на воздушном шаре» увидели Барнаул, Таллин, Рига, Вильнюс, Минск, Киев, Куйбышев, Ленинград и Москва. Успех превзошёл все ожидания. У группы по-прежнему не было ни одного эфира на телевидении и ни одной публикации в прессе. А в 1984 году приказом министерства культуры «Круиз» был расформирован. В то время в состав группы «Круиз» входили вокалист Александр Монин, гитаристы Григорий Безуглый и Валерий Гаина, бас-гитарист Олег Кузьмичёв, барабанщик Николай Чунусов и клавишник Владимир Капустин. Но в скором времени из-за разногласий с В.Гаиной группу покидает Г.Безуглый. Коллектив некоторое время еще гастролирует в составе: А.Монин, В.Гаина, О.Кузьмичев, С.Сарычев (вернувшийся на время). Но вскоре вслед за Г.Безуглым коллектив покидают А.Монин, О.Кузьмичев и Н.Чунусов. А к В.Гаине присоединяются А.Кирницкий и В.Королюк.
В 1985 году Александр Монин, Григорий Безуглый, Олег Кузьмичёв и Николай Чунусов организовали проект под названием «Э. В. М.» (Эх, Вашу Мать!). В 1985 году «Э. В. М.» выпустили магнитоальбом «Три дороги», "Седьмой континент", "Серп и Молот". И позже фирмой «Мелодия» был выпущен альбом «Здравствуй, дурдом!». В эту пластинку вошли песни, записанные в 1989 году на студии Виктора Векштейна - известного музыканта и продюсера. Группа приняла участие в нескольких музыкальных фестивалях, давая нечастые концерты.
В 1992 году группа «Круиз» возродилась. В возрожденной группе собрались Александр Монин, Александр Кирницкий, Григорий Безуглый, Всеволод Королюк и Николай Чунусов. В 1993 году музыканты на своей студии записали несколько ремиксов старых хитов, приступили к записи нового материала и начали гастролировать по стране.
В 1994 году группа «Круиз» организовала и провела в подмосковном городе Лыткарино, где находится её база, рок-фестиваль «Робин Гуд-94». В этом фестивале приняли участие друзья «Круиза» группы «Бахыт-Компот», «Рондо», Константин Никольский, Александр Барыкин, Владимир Кузьмин и несколько молодых команд. В 1995 году на фирме «Мороз рекордс» вышел диск с записью выступления группы «Круиз» на фестивале «Робин Гуд-94».
В 1996 году группа совместно с фирмой «MOROZ RecorsI» выпустила сразу семь своих архивных альбомов, а в ноябре и совершенно новый — «Всем встать», содержащий музыку, которую играл «Круиз» все эти годы — в меру жесткий, мелодичный хард-рок с достойным драйвом и всегда любимыми фэнами гитарными «запилами». В середине 1997 года Александр Монин тяжело заболел, и московские музыканты дают большой гала-концерт в ДК имени «Горбунова» в фонд помощи ему, но на него приходит очень мало зрителей, поэтому собрать денег на лечение товарищу музыкантам практически не удается. Весной 1998 года самочувствие Монина несколько улучшается, хотя на сцену он так и не выходит. Вернулся он на сцену лишь в 2000 году и вместе с Безуглым и Кирницким возродил практически «классический» состав «Круиза». Коллектив успешно гастролирует по стране, выступает на московских клубных площадках.
В 2004 году «Круиз» начал работать с компанией "Sintez Concert" и продюсером Дмитрием Верховским. 
Группа «Круиз» давала много концертов в Москве и по стране, участвовала в рок-фестивалях и сборных концертах. В 2005 году группа "Круиз" записывает альбом "«25 и 5». Лучшие песни. Современная версия", в который в основном вошли старые песни в новой аранжировке. Пластинка выпущена в 2006 г. на фирме ICA Music. 
Параллельно Александр работал над своими собственными песнями для сольного альбома. Было записано в «черновом» варианте, без аранжировки, 18 композиций. 

### Смерть

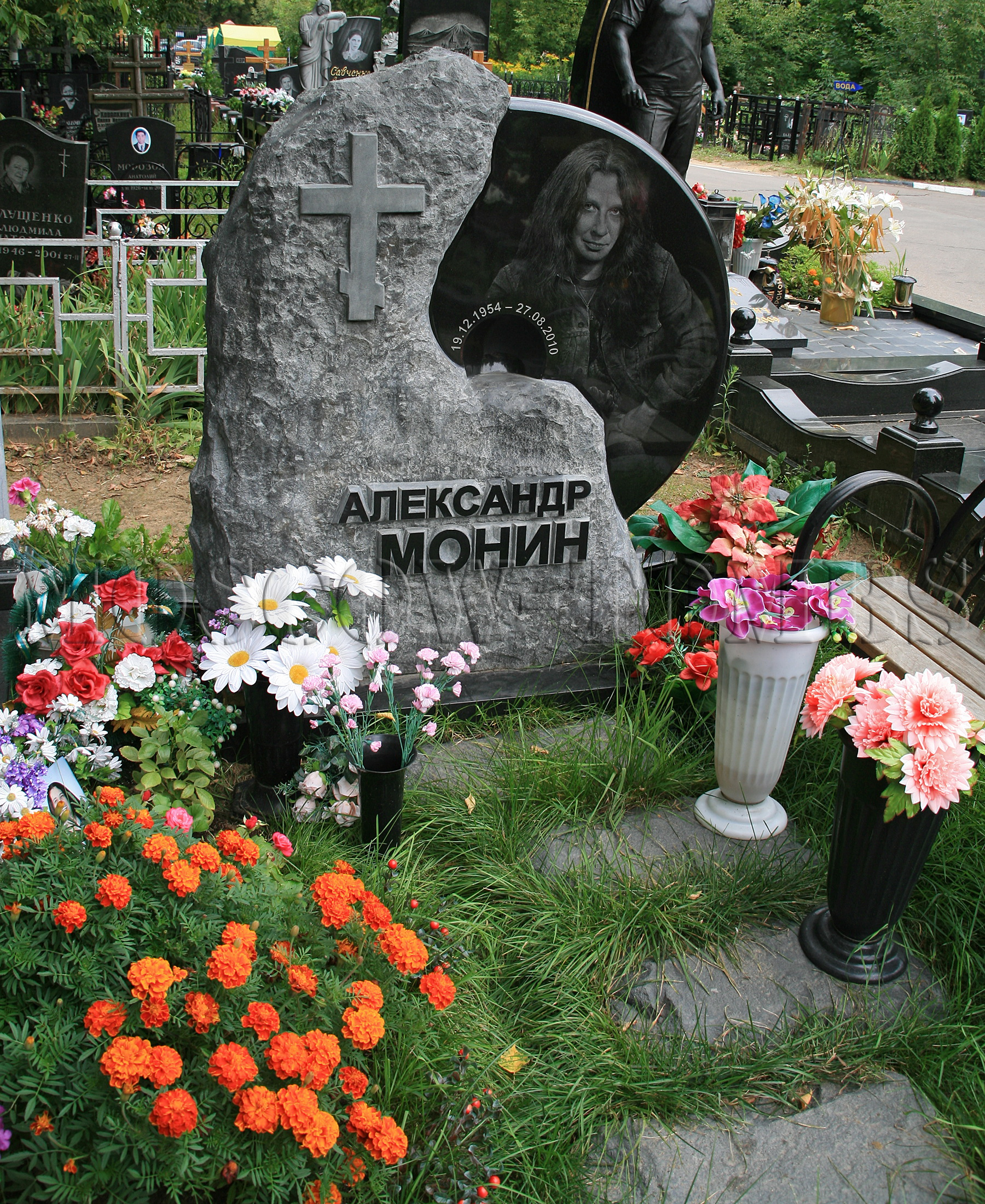
Люблинское кладбище

26 августа 2010 года Александр Монин был госпитализирован в клинику с диагнозом острое воспаление аппендикса.
Александр Монин умер 27 августа 2010 года от острой сердечной недостаточности, возникшей вследствие перитонита — осложнения гнойного аппендицита.
Похоронен Александр Владимирович Монин на Люблинском кладбище в Москве, на центральной аллее, участок 54. Памятник на могиле создан по проекту скульптора Бориса Матвеева.

## Память
Ежегодно музыканты, друзья Александра, проводят концерты памяти А.Монина. 
В память об ушедшем Александре Монине группой «Pushking» был записан альбом «The Best Of Everyone», который вышел в 2011 году. Также ежегодно в память об Александре Монине, 27 августа, его друзья-музыканты проводят фестивали памяти, на которых выступают многие известные российские группы, исполнители и молодые музыканты.
В 2012 году музыкантом и другом Александра Сергеем Курганским совместно с другими музыкантами записана песня «Монин-Рок». Музыка для песни взята за основу из песни А. Монина «Роман с…» с альбома «25 и 5», текст А. Кидалов (Санкт-Петербург), аранжировка С. Курганского.
В записи вокала принимали участие:
- Г. Безуглый («Круиз», «ЭВМ»)
- А. Алешин («Веселые ребята», «Аракс»)
- В. Ярушин («Ариэль»)
- В. Акимов («Мономах»)
- И. Куприянов («Черный Кофе»)
- Д. Авраменко («Харизма», «Круиз»)
- О. Ларина («Хит-Альянс»)
- С. Курганский («Круизеры»)

Несколько песен из не изданного Александром альбома все же были аранжированы в студии другом и коллегой, музыкантом ВИА «Пламя» Игорем Тимофеевым. На эти песни выполнены фото-видео компиляции. Ниже представлены ссылки на эти произведения.

## Фестивали
- Второй всероссийский конкурс исполнителей Советской песни  "Сочи −78" , ВИА «Молодые Голоса»- 3-я премия.
- Рок-Фестиваль в Новороссийске, группа "ЭВМ", 1987г.
- Рок-Фестиваль «Робин-Гуд-93». Московская область, г. Лыткарино. 21.09.1993 г.
- Рок-Фестиваль «Слава России! Слава Москве!». г. Москва, парк «Кузьминки». 27.08.2005 г.
- Рок-Фестиваль «Эммаус». Тверская область, пос. Эммаус. 22-23.07.2006 г.

## Дискография
- Молодые голоса (миньон, 3 песни), 1979 г., «Фирма Мелодия» ,1980 г., LP.
- Круиз. «Волчок», 1981 г., SBI Records, Русское снабжение 1994 г., CD, MC.
- Круиз. «Крутится волчок», 1981 г., MOROZ Records, 1996 г., CD, MC.
- Круиз. «Послушай человек», 1982 г., MOROZ Records, 1996 г., CD, MC.
- Круиз. «Путешествие на воздушном шаре», 1983 г. MOROZ Records 1996 г. CD, MC.
- Круиз. P.S. «Продолжение следует…», 1984 г., MOROZ Records 1996 г., CD, MC.
- Круиз. «Волчок» (миньон, 3 песни), запись 1982, 1983 гг., Фирма «Мелодия», 1985 г., LP.
- ЭВМ. «Здравствуй, Дурдом», 1989 г. Фирма «Мелодия» 1990 г. ,LP.
- ЭВМ. «Здравствуй, Дурдом», 1989 г. Фирма «Мелодия» 1990 г. МС (другие песни на кассете чем на виниле)
- Круиз. Фестиваль «Робин Гуд-93» в Лыткарино, 1993. MOROZ Records, 1996 г. CD, MC.
- Круиз. «Всем встать» (двойной альбом). MOROZ Records, 1996 г., CD, MC.
- Круиз. «Ветераны рока», 2000 г., Фонд «Муза» 2001 г., CD.
- Круиз. Ретроспективный сборник группы «Круиз» вышел в серии «Легенды русского рока».(CD «золотой диск») MOROZ Records, Произведено в Швеции. 1997 г., CD, MC.
- Круиз. «Золотая коллекция». Сборник лучших песен группы. MOROZ Records, 1997 г., CD, MC.
- Круиз. «Живая Коллекция». Живое выступление группы. Студия «Союз», Произведено в Швеции. 1998 г., VHS, CD, MC.
- Круиз. «Grand Collection». Сборник лучших песен. Квадро-Диск, 2000 г., CD, MC.
- Круиз. «Звездная Серия». Сборник лучших песен группы. Star Records. 2000 г. CD. MC.
- Круиз. МР3 коллекция. Сборник официальных 7 альбомов группы. РГМ Рекордз, 2000 г., CD.
- Круиз. МР3 коллекция. Сборник официальных 7 альбомов группы. МР3 Service, 2000 г., CD.
- Круиз. МР3 Collection. Сборник классических 7 альбомов группы. Digital Records. 2001 г. СD.
- Круиз. МР3 Collection. Сборник классических альбомов группы, магнитоальбомов, включая записи выступлений Kruiz В.Гаины. (пиратское издание). Karma Records 2001 г., 2 CD.
- Круиз. МР3 Collection. 7 оригинальных альбомов, включая КиКоГаВВа. MP3 Servis. 2001 г. CD.
- Круиз. МР3 Коллекция. 7 оригинальных альбомов, включая КиКоГаВВа. MP3 Servis. 2001 г. CD.
- Круиз. Звездная Галерея. Лучшие отечественные хиты. Artel-G-Records. 2002 г. СD.
- Круиз. МР3 коллекция. 7 альбомов, включая КиКоГаВВа. МР3 Position 2003 г., CD.
- Круиз. «Звездная Серия». Рок Энциклопедия. Сборник лучших песен группы. S.T.R. Records 2003 г., CD.
- Круиз. «Золотая Серия». Сборник лучших песен. MOROZ Records, 2004 г., CD, MC.
- Круиз. «Рок Энциклопедия». Сборник лучших песен. FullHouse Records, 2004 г., CD, MC.
- Круиз. «Русские Звезды». Сборник лучших песен. Max Energy. 2004 г. CD, MC.
- Круиз. «Все Хиты». Сборник лучших песен. Hit Sound, 2004 г., CD.
- Круиз. Серия «Советская Эстрада». Избранное. 2 СД. Формат Рекордс, 2004 г., CD.
- Круиз. «De Lux Collection. Limited Edition». Сборник лучших песен. 2004 г., CD.
- Круиз. МР3 коллекция. «Звездная Серия».7 альбомов. На обложке фото трио Kruiz. Star Records. 2004 г. CD.
- Круиз & Чёрный Кофе. МР3 Collection. 4 Альбома «Черный Кофе» и 7 альбомов «Круиз». FullHouse Records 2004 г., CD.
- Круиз. «Легендарная Рок-Группа». МР3 коллекция. 7 альбомов. Астик-Центр 2005 г., CD.
- Круиз. МР3 коллекция. Серия «Даешь Музыку».7 оригинальных альбомов. Star Records. 2006 г. СD
- Круиз. «25 и 5». Лучшие песни. Современная версия,2005 г., ICA Music 2006 г., CD
- Круиз. МР3. Самое Лучшее! Самое Новое! Все альбомы, плюс «25 и 5», 2 альбома трио и бонусы."Кировский электронный завод". 2006 г. CD.
- Круиз. Все альбомы. МР3 сборник. Одна из самых полных версий дискографии, включает несколько магнитоальбомов и раритетов Kruiz В.Гаины. SP-Music 2006 г., CD.
- Круиз. «Легендарная Рок-Группа». МР3 коллекция. 8 альбомов, включая «Железный Рок» Kruiz В.Гаины. Онлайн-Медиа 2007 г. CD.
- Круиз. МР3. Limited Edition. 10 альбомов. Железный рок, Кикогавва, Grand Collection, Волчок 1994 г., отсутствует «Фестиваль Робин Гуд-93». Fresh Studio 2007 г. СD.
- Круиз. МР3. 10 альбомов. Железный Рок, Ветераны Рока, 25 и 5. «Онлайн Медиа». 2007 г. CD.
- Круиз. МР3 коллекция. 7 альбомов. ООО «Новая студия» 2007 г., CD.
- Круиз. МР3 коллекция. Включает в себя по мимо всех классических альбомов, альбом «КиКоГаВВа», Круиз-1, Kruiz 1989 г., «Снова Твой», «С кем ты играешь и Поешь» В.Гаина. Midem-Records 2008 г., CD.
- Круиз. МР3. 11 альбомов. Отсутствует «Всем Встать». Два альбома трио Круиз, два альбома В.Гаины. Midem-records 2008 г. CD.
- Круиз. МР3 коллекция. Все Хиты. 10 альбомов. Включая «Железный Рок», «25 и 5». Ice Records. 2008 г. CD.
- Круиз. МР3 коллекция. 11 альбомов «Круиз», «Кикогавва», «трио Круиз», В.Гаина. Монолит трейдинг. 2008 г. CD.
- Круиз. «Волчок», 1981 г., SBI Records, Русское снабжение 2014 г. копия альбома 1994 г, 2014 г., CD.
- Круиз + Альфа. МР3. Золотая Коллекция. 11 альбомов группы «Круиз», включая альбомы трио «Круиз» «Железный Рок», Kruiz 1986 г., магнитоальбом «Вокруг планеты Людей», песни записанные в новом составе в 2014 г."Media-Play" 2015 г.,CD.
- Круиз. МР3 коллекция.2 CD. Пиратское издание (Горбушка). Сборник всех классических альбомов + альбомы «Kruiz» (Kruiz −1", «Железный Рок», «Culture Shock A.L.S.», «Kruiz») «Круиз» - вокал Д.Авраменко −2014 г. 2017 г. CD.

## Видеография
- Художественный фильм «Путешествие будет приятным», Свердловская киностудия 1982 г., «Круиз» исполняет песню «Не позволяй Душе лениться». Прокатная группа «Страна», 2006 г., DVD.
- Группа «Круиз». Видеоклип «Ли-ли», альбом P.S."Продолжение следует", 1984 г.
- Группа «Круиз». Видеоклип «Цыпа», альбом P.S."Продолжение следует", 1984 г.
- Видеоклип «Замыкая круг», группа «Рок-Ателье» и Советские рок-музыканты, А.Монин, 1987 г.
- Группа «Круиз». Фото-видео компиляция «Сонет», альбом P.S."Продолжение следует",1984 г., 2014 г.
- Группа «ЭВМ». Фото-видео компиляция на песню «Честный Джон» 1986 г., 2014 г.
- Фрагмент передачи «Синий троллейбус». Группа «ЭВМ», видеоклип «Кинули»,1988 г.
- Художественный фильм «Частный детектив, или Операция „Кооперация“». Группа «ЭВМ». Киностудия «Мосфильм» 1989 г.,Киновидеообъеденение «Крупный План» 2006 г., DVD.
- Художественный фильм «Такси Блюз». Киностудия МК-2 Продуксьон (Франция). Режиссёр П.Лунгин. В фильме снят фрагмент с репетиции группы « ЭВМ» и звучит песня «Терминатор». 1990 г., лейбл «Отделение Выход» 2011 г. DVD+CD.
- Группа «Круиз». Видеоклип «Крутится волчок», альбом «Крутится волчок», 1981 г.,1992 г.
- ГЦКЗ «Россия». Концерт группы «Рондо». Выступление А.Монина, Владимира Преснякова-мл,. 1992 г.
- Фестиваль «Робин-Гуд». Выступление группы "Круиз. г. Лыткарино, 1993 г.
- Выступление группы «Круиз» на канале «Звездный дождь». 1994 г.
- Телевизионная передача «Живьем с Максом». В гостях группа «Круиз». Участие А.Рублева (клавиши), 1995 г.
- Группа «Круиз». Концерт в клубе «Вояж». 27.01.1995 г.
- Группа «Круиз». Концерт в клубе «Мастер». 24.02.1995 г.
- Группа «Круиз». Концерт в к/т «Звездный». 26.03.1995 г.
- Телевизионная передача «Живьем с Максом». В гостях группа «Рондо». Участие группы «Круиз», А.Монина, 1996 г.
- Выступление группы «Круиз» в г. Тамбов, 31.08.1996 г.
- Интервью А.Монина в клубе «Утопия», 1996 г.
- Фестиваль «Живая коллекция». Выступление группы «Круиз». Интервью с К.Немоляевым, М.Пушкиной, 1997 г.,VHS.
- Телевизионная передача «Кухня» ЦТВ. Участие группы «Круиз». 2000 г.
- Группа «Круиз». Выступление в казино «GOLDEN PALACE», 200 г.
- Группа «Круиз». Концерт в ДК «АЗЛК», 2001 г.
- Фестиваль «Авторадио. Дискотека 80-х.», спорткомплекс "Олимпийский Группа «Круиз». Выступление группы «Круиз». «Музыка Невы», «Крутится волчок» 2002 г., Sploshnoff Music Group, 2003 г., DVD.
- Фестиваль «Слава Россия! Слава Москва!», парк «Кузьминки», группа «Круиз».27.08.2005 г.
- Группа «Круиз». Концерт в ДК г. Лыткарино. декабрь 2005 г.
- Рок-фестиваль «Эммаус», 22-23.07.2006 г., группа «Круиз».
- Интервью А. Монина на радиостанции «Юность», 2006 г.
- Видеофильм о гастролях группы «Круиз» в г. Курган. «Да Здравствует Круизение!!!» .С.Курганский, 2006 г.
- Фестиваль «Легенды Ретро FM», спорткомплекс «Олимпийский»16.12.2006 г.,группа «Круиз»."ДВД -Кино",2007 г., DVD.
- Телевизионная программа «VIP Файл», интервью А.Монин, М.Аничкин, Г.Безуглый, О.Кузьмичев, Н.Чунусов. 2007 г.
- Телевизионная программа «Такси» на канале ТНТ. Участие А.Монина.2007 г.
- Группа «Круиз». Концерт в г. Тамбов, областная филармония, 29.09.2007 г.
- Группа «Круиз». Концерт в г. Тверь, 2007 г., ТРК «Пилот», 2007 г.
- Ностальгия ТВ. Программа «Рожденный в СССР». А. Монин, 2007 г.
- Группа «Круиз». Концерт в г. Сасово, Рязанская область, январь 2008г
- Ностальгия ТВ. Концерт посвященный юбилею Сергея Скачкова (группа «Земляне»). Дуэт А. Монин и С. Скачков, 2008 г.
- Группа «Круиз». Концерт в г. Екатеринбург, посвященный 286-летию города. 15.08.2009 г.
- Выступление «Круиз» в г. Волгодонске. В концерте принимал участие И. Куприянов (экс -«Черный Кофе»). Одно из последний выступлений А. Монина. 2010 г.
- Последнее выступление Александра Монина. Г. Безуглый «Круиз», Б. Михайлов, Д. Варшавский «Черный Кофе». Концерт-проповедь «Воины Духа». Село Вязовое, 18.05.2010 г.
- Фото-видео компиляция на неизданную песню А.Монина «О чём моя жизнь?»., 2012 г.
- Видеоклип группы «Круиз» — «Роман с…», альбом «25 и 5» 2006 г., (в клипе снята дочь О. Кузьмичева, бас-гитариста группы «Круиз»).2012 г.
- GooD Монин. Документальный фильм Памяти Александра Монина. Автор сценария и режиссёр В.Марочкин. Студия Игоря Сандлера, IS records, 2013 г.,DVD.
- Фото-видео компиляция на неизданную песню А.Монина «Давай спасем этот мир»., 2014 г.
- Фото-видео компиляция на неизданную песню А.Монина «Заложники вселенской пустоты»., 2015 г.
- Фото-видео компиляция на неизданную песню А.Монина «Колыбельная»., 2016 г.
- Мамы Рокеров. Документальный фильм, посвященный памяти А.Монина, А.Барыкина, Ж.Сагадеева. Автор сценария и режиссёр В.Марочкин. Студия «Колесо Судьбы».,DVD.
- Фото-видео компиляция на неизданную песню А.Монина «Весна»., 2017 г.
- Фото-видео компиляция на ранее не звучавшую песню группы «Круиз» в исполнении А. Монина на стихи А. Блока «Лениво и тяжко плывут облака…». Песня записана в конце 90-х Г.Безуглым, Н.Чунусовым, О.Кузьмичевым и А.Мониным. Никогда не звучала ранее. Запись песни была обнаружена случайно на CD сборнике группы. 2018 г.
- Фото-видео компиляция на неизданную песню проекта студии «МОНТ» в исполнении А.Монина «Блюз»., 2019 г.

## Сборники
- Круиз. Сингл. «Музыка Невы». Винил 33 оборота, 10 см. Издание театральной фабрики ВТО. ТУ 217 РСФСР 66-80. 1981-82гг., LP.
- Круиз. Сингл. «Музыка Невы». Винил 33 оборота, 10 см. Издание театральной фабрики ВТО. "С Новым Годом дорогие друзья!" Подарочное издание 1981г., LP.
- Круиз. Сингл. «Крутится волчок». Гибкая пластинка (флекси) 33 оборота, 13 см, светлый пластик. Производство студии звукозаписи. 1981-82гг.,LP.
- Круиз. Сингл. «Крутится волчок». Гибкая пластинка (флекси) 33 оборота, 14 см, светлый пластик наклеенный на квадратный картон. Студия звукозаписи г. Севастополь. 1981 г., LP.
- Круиз. Сингл. «Крутится волчок». Гибкая пластинка (флекси) 33 оборота. На «рабочей» стороне фото г. Киева. Цех звукозаписи г. Киев. ВСГ."Мелодия".1981 г.,LP.
- Круиз. Сингл. «Красная Книга». Гибкая пластинка (флекси) 33 оборота. Цех звукозаписи «Радуга» г. Тула. 1982 г. LP.
- Лейся Песня. Круиз. Поющие Сердца. 3 песни — «Время Зовет», «Музыка Невы», «Первая Любовь Моя». Гибкая пластинка (флекси) 33 оборота, 17,5 см, голубой пластик. «Мелодия». Московский опытный завод «Грамзапись». Г62-10263-4. 1983 г. LP.
- Парад Ансамблей. Сборник песен известных Советских поп и рок групп. 1980—1982 гг. «Фирма Мелодия» 1983 г., LP. МС.
- Круиз. Вокруг Планеты. Концерт группы в Барнауле, во Дворце Спорта в  мае 1984г., ABISU, 2020г., пиратское издание с отличной полиграфией. CD.
- Пулсиращи Ноти 2.Сборник песен поп и рок исполнителей.(«Круиз» песня «Работа»). Balcanton/ Болгария. ВТА- 11 478. 1985 г. LP. МС.
- Панорама-86. Сборник песен легендарных Советских Рок-групп. («ЭВМ») 1986 г. «Фирма Мелодия» 1987 г., LP. МС.
- Панорама-86. Часть 2. Сборник песен легендарных Советских Рок-групп. («ЭВМ») 1986 г. «Фирма Мелодия» 1987 г., LP. МС.
- Glasnost. Сборник песен известных отечественных исполнителей и рок групп.(«ЭВМ», «Kruiz»),1986/1987 г. Выпущен в США. Фирма «Мелодия», MSA Records 1988 г., CD.
- Александр Зацепин. «Остров Разлуки». Сборник. Российских исполнителей. «ЭВМ» с песней «Покой». 1990 г. «Фирма Мелодия» 1990 г., LP.
- Панорама-86. Сборник песен легендарных Советских Рок-групп. («Круиз», «КиКоГаВВа»,"ЭВМ") 1986 г. Произведено по лицензии фирма «Мелодия» НСД. 1996 г. СD.
- Rock Around The Roter Platz. Сборник песен известных отечественных исполнителей и рок групп.1986/1987 г. Выпущен в Германии. Фирма «Мелодия», Verlag «Plane» GMBH 1997 г. LP. CD.
- Русский Рок. Сборник русских рок групп. 1997 г.,MOROZ Records 1997 г.,CD.
- Легенды Русского Рока. Сборник песен известных отечественных рок групп.(спец выпуск к журналу «Стерео&Видео»). MOROZ Records 1998 г., CD.
- Живая Коллекция. Сборник песен известных отечественных рок групп. «Студия Союз». Произведено в Швеции. 1998 г. CD..
- Хит-Парад 80-х. Сборник Советских рок групп и поп исполнителей. («Круиз»). Zmeya Production. 1999 г. CD.
- Хит-Парад 80-х. Выпуск 1. Сборник Советских рок групп и поп исполнителей. («Круиз» «Музыка Невы»). Фирма «Мелодия». 1999 г. CD.
- Хит-Парад 80-х. Выпуск 2. Сборник Советских рок групп и поп исполнителей. («Круиз» «Как скучно жить без светлой сказки»). Фирма «Мелодия». 1999 г. CD.
- Рок Панорама 1999 — 3. Сборник Российских рок групп.(«Круиз»). Рок Музыка. 1999 г. СD.
- Хиты 80-х. Сборник Российских поп и рок групп и исполнителей. («Круиз» «Музыка Невы»). Star Records. 2000 г. CD.
- Легенды Русского Рока. Сборник песен известных отечественных рок групп. МР3, 4 CD, на диске № 2 «Круиз». MOROZ Records, РГМ Рекордз 2000 г., CD.
- Легенды Русского Рока. Диск 2. Сборник песен известных отечественных рок групп (Неприкасаемые, Калинов Мост, Ария, Круиз,Карнавал, Звуки Му). МР3,MOROZ Records.2000 г. СD..
- Живая Коллекция. МР3 Сборник песен известных отечественных рок групп. MOROZ Records 2001 г., CD.
- Легенды Русского Рока. «The Best 1». Сборник песен известных отечественных рок групп. MOROZ Records 2001 г., CD.
- Легенды Русского Рока. «The Best 1». Серия «Золотая Коллекция». Ограниченный тираж. Сборник песен известных отечественных рок групп. MOROZ Records 2001 г., CD.
- Сборник Советского Рока. Сборник Советского Рока. ООО «Старая Площадь» 2001 г., CD.
- Закрытие 2 фронта — 2. «Закрытие 2 фронта — 2». Издательский дом «Салон-AV», приложение к журналу «Салон Audio Video» (диск не для продажи) 2001 г., CD.
- Хит-Парад 80-х. Часть 1. Сборник Советских рок групп и поп исполнителей. («Круиз»). Toha Monstr. 2002 г. CD 2.
- «Grand Collection». МР3 коллекция. Сборник отечественных рок-групп. MOROZ Recors/RMG Records 2002 г. CD.
- Контрудар. Конртудар. Сборник отечественных рок-групп. АААА Records 2002 г., CD.
- Золотые Хиты. РОК. Сборник Российских рок групп и исполнителей. Русская Волна. 2002 г. СD 2.
- Легендарные Рок-группы Советского Союза. Сборник песен известных отечественных рок групп. Starter 2003 г., CD.
- Легенды Русского Рока. МР3 коллекция № 2. Сборник песен известных отечественных рок групп. MOROZ Records 2003 г., CD.
- Формула Русского Рока VOL.2. Сборник песен известных и не очень отечественных рок групп. Mediaton 2004 г., CD.
- Легенды Русского Рока. «The Best». Сборник песен известных отечественных рок групп. МР3. MOROZ Records 2005 г., CD.
- Легенды Русского Рока. «The Best 3». Сборник песен известных отечественных рок групп. MOROZ Records 2005 г., CD.
- Pushking. «Пока Я Живой…» 2005 г. 12 композиция «Мой День» исполняют Коха и А.Монин. Звук 2005 г., CD.
- Чёрный Кофе и другие… Хиты с катушек. Выпуск 13. МР3, 11 альбомов. Группы Амальгама, Галактика, Красный Рассвет, Монте-Кристо, Чёрный Кофе, ЭВМ 1986 г. ООО «Вирта» 2005 г., СD-R.
- Хиты с винила. «Парад Ансамблей». МР3. Гаина-Круиз, Тяжелый день, Парад ансамблей, Чёрный кофе, ЭВМ 1986 г., Галактика, Монте Кристо, Красный рассвет. ЗАО «Music», 2005 г., CD.
- «Grand Collection». «Grand Collection» МР3 коллекция. Сборник отечественных рок-групп. MOROZ Records/RMG Records 2006 г., CD.
- «Grand Collection». «Grand Collection» диск 2, МР3 коллекция. Сборник отечественных рок-групп. Первое музыкальное издательство/ RMG Records 2006 г., CD.
- Легенды Ретро FM. Выпуск № 2. Сборник песен известных исполнителей мировой и российской эстрады и рок сцены. ICA Music 2006 г., CD.
- Чёрный Кофе. Круиз. МР3 коллекция. 7 оригинальных альбомов. ООО «Новый мир» 2006 г., CD.
- Круиз. Русский Рок. Сборник лучших песен группы. 17 песен. "Новый Мир", 2006г., CD.
- Русский Рок из собрания Аллея Звезд. Круиз. Сборник лучших песен группы. ООО «Рубин» 2007 г. CD.
- Хиты 80. Сборник советских рок и поп исполнителей и групп. «Круиз» «Кружится Волчок». Фирма «Мелодия», Украина. 2008 г. CD.
- Сделано в СССР-3. Хиты 80-х. CD. Сборник рок и поп групп СССР. 2007 г., «Фирма Мелодия». 2008 г.,CD.
- Сделано в СССР. Дискотека 80-х. CD. Сборник рок и поп групп СССР. 2008 г., «Фирма Мелодия», Украина. 2008 г.,CD.
- Рок Прицел № 1. Сборник песен отечественных рок-групп. СД-Максимум 2008 г., CD.
- Русская Коллекция. Часть 1. Хиты 80-х. CD. 2 CD. Сборник рок и поп групп СССР. ООО «Синерджи». 2009 г., CD.
- Легенды Русского Рока. МР3. Сборник отечественных рок-групп. «Моно Центр». 2009 г. СD.
- Лучшие Песни 80-х. Сборник отечественных поп и рок исполнителей. Круиз. «Кружится волчок». Фирма «Мелодия». 2009 г., СD.
- Сборник. Сделано в СССР-7. Сборник рок, поп и эстрадных исполнителей популярных в СССР. Круиз. «Волчок». Фирма «Мелодия» 2010 г., Bomba Music.2012, CD.
- Золотые Хиты Русского Рока. Часть 1. 2 CD. Сборник песен известных отечественных рок групп. Zebra Records 2013 г., CD.

## Магнитоальбомы
- Круиз. «Волчок». 1980 г.
- Круиз. Концерт в Твери в Государственном цирке, октябрь 1981г.
- Круиз. «Крутится волчок». 1981 г.
- Круиз. «Спасательный круг». 1982 г.
- Круиз. «Концерт в Кургане». 1982 г.
- Круиз. Концерт в Калининграде. ДС "Юность" 1982г.
- Круиз. Концерт в Куйбышеве. 8 марта 1984 г.
- Круиз. Концерт в Белгороде. 1984 г.
- Круиз. Концерт в Барнауле. май 1984г.
- ЭВМ. «Три дороги». 1985 г.
- ЭВМ. «Седьмой Континент». 1985 г.
- Круиз и ЭВМ. Концерт в Краматорске. 1985 г.
- ЭВМ. "Концерт в Подольске. Выступление 1986 г.
- ЭВМ. Демо-запись "Серп и Молот", 1988-1989г.(материал с этого альбома был использован при выпуске альбома "Здравствуй, Дурдом!")
- ЭВМ. «Здравствуй дурдом». 1988 г.
- Круиз. Концерт в г. Тамбов. 31.08.1996 г.
- Круиз. «Концерт в г. Волжский». 2005 г.
- А.Монин. Студия «МОНТ» Сергея Монтюкова в Новокосино. Записано более 8 песен (?). Известны пока 6 песен. («Дуболомы», «Иногда», «Миллион лет до нашей эры», «Любовь спасет, друзья помогут», «Блюз», «Грех»).
- А.Монин. Неизданное…(запись собственных песен «О чём моя жизнь?», «Давай спасем этот мир» и другие, всего 18 композиций) 2003—2006 гг.

## Музыка в библиотеках и базах данных
- Библус
- Библус
- Национальная библиотека Республики Молдова (недоступная ссылка)
- Национальная библиотека Республики Молдова (недоступная ссылка)

### Youtube.com
- https://www.youtube.com/watch?v=H5QyzKt99Mg
- https://www.youtube.com/watch?v=Gran3v6EKlA
- https://www.youtube.com/watch?v=h53Xl-Ze7zE
- https://www.youtube.com/watch?v=H5QyzKt99Mg
- https://www.youtube.com/watch?v=ujxG7cASxBk
- https://www.youtube.com/watch?v=ePwo2zepZZM
- https://www.youtube.com/watch?v=fweeK0-vSp4
- https://www.youtube.com/watch?v=_8sBF83XZdY
- https://www.youtube.com/watch?v=aNvoBqvKCSE
- https://www.youtube.com/watch?v=cEKR9jUHSkg
- https://www.youtube.com/watch?v=o1fAgVss2nc
- https://www.youtube.com/watch?v=gwDXyWQlEkw
- https://www.youtube.com/watch?v=hk09fkJ-ZvE
- https://www.youtube.com/watch?v=ybRCSk9-Gy8
- https://www.youtube.com/watch?v=t67iyuLm-N8